# غريغ داونينج
غريغ داونينج (بالإنجليزية: Greg Downing)‏ هو لاعب اللاكروس أمريكي، ولد في 24 مارس 1985 في أوبورن في الولايات المتحدة.